# 皮埃尔蓬 (卡尔瓦多斯省)
皮埃尔蓬（法語：Pierrepont，法語發音：[pjɛʁpɔ̃] ⓘ）是法国卡尔瓦多斯省的一个市镇，属于卡昂区。

## 地理
皮埃尔蓬（48°52'50"N, 0°19'21"W）面积4.29 平方千米，位于法国诺曼底大区卡爾瓦多斯省，该省份为法国西北部沿海省份，北濒大西洋英吉利海峡，东北与滨海塞纳省以海上边界相接，东临厄尔省，南至奧恩省，西与芒什省接壤。
与皮埃尔蓬接壤的市镇（或旧市镇、城区）包括：勒代特鲁瓦、莱洛日索尔斯、昂特河畔马蒂尼、圣日耳曼朗戈、特雷普雷勒。

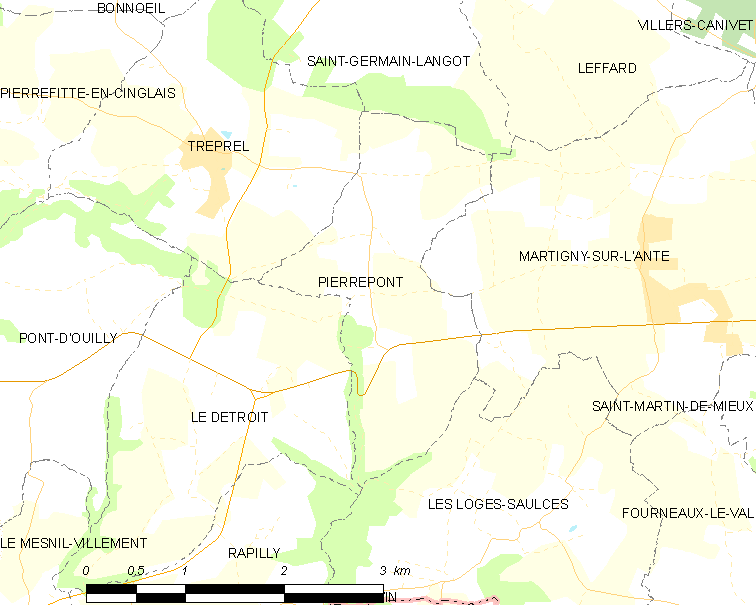
的OSM定位图

皮埃尔蓬的时区为UTC+01:00、UTC+02:00（夏令时）。

## 行政
皮埃尔蓬的邮政编码为14690，INSEE市镇编码为14502。

## 政治
皮埃尔蓬所属的省级选区为法莱斯县。

## 人口

1962-2008年间人口变化图示

皮埃尔蓬于2022年1月1日时的人口数量为84人。